# Ritápolis
Ritápolis est une municipalité brésilienne de l'État du Minas Gerais et la microrégion de São João del-Rei.
La forêt nationale de Ritápolis, aire protégée, s'étend sur le territoire de la commune.